# Boris Koprivnikar
Boris Koprivnikar (ur. 6 kwietnia 1966 w Kranju) – słoweński polityk i działacz społeczny, w latach 2014–2018 wicepremier i minister administracji publicznej.

## Życiorys
W 1991 ukończył studia na wydziale zarządzania Uniwersytetu Mariborskiego (w filii w Kranju), specjalizując się w organizacji systemów informatycznych. Do 1994 pracował jako nauczyciel matematyki i informatyki w szkole dla dzieci niewidomych i słabowidzących, następnie do 2003 kierował centrum przeznaczonym dla takich osób. W latach 2004–2014 był przewodniczącym słoweńskiej federacji stowarzyszeń społecznych, należał też m.in. do władz europejskiego stowarzyszenia dyrektorów ośrodków dla osób starszych.
18 września 2014 powołany na stanowisko wicepremiera i ministra administracji publicznej w gabinecie Mira Cerara z ramienia partii premiera. W listopadzie tegoż roku zastąpił Violetę Bulc na urzędzie wicepremiera. Zakończył pełnienie funkcji rządowych wraz z całym gabinetem we wrześniu 2018, następnie założył firmę konsultingową.